# Ладжевичи (Билеча)
Ладжевичи (серб. Лађевићи / Lađevići) — село в общине Билеча Республики Сербской Боснии и Герцеговины. Население составляет 43 человека по переписи 2013 года.